# Copris gladiator
Copris gladiator är en skalbaggsart som beskrevs av Gilbert John Arrow 1933. Copris gladiator ingår i släktet Copris och familjen bladhorningar. Inga underarter finns listade i Catalogue of Life.